# Vendula Měrková
Vendula Měrková (Třebíč, 3 marzo 1988) è una pallavolista ceca.
Gioca nel ruolo di schiacciatrice ed opposto nel Volejbalový klub Královo Pole.

## Carriera
La carriera di Vendula Měrková inizia nella stagione 2005-06 quando esordisce nell'Extraliga ceca con il Volejbalový klub Královo Pole di Brno, club a cui resta legata per due stagioni, vincendo due scudetti ed una coppa nazionale; nella stagione 2007-08 passa al Volejbalový klub Prostějov, aggiudicandosi una nuova Coppa della Repubblica Ceca, e nella stagione successiva veste la maglia dell'Olomouc, dove rimane per due campionati.
Nella stagione 2010-11 viene ingaggiata dal club tedesco del Verein für Bewegungsspiele 91 Suhl, rimanendo per due annate, per poi passare nella stagione 2012-13 al Turnverein Fischbek von 1921 di Amburgo, sempre militante nella 1. Bundesliga, per poi ritornarne nell'annata successiva alla squadra di Suhl.
Nella stagione 2014-15 si trasferisce in Italia, nel Libertas Aversa, in Serie A2, nella stagione seguente ritorna al Volejbalový klub Královo Pole.

## Palmarès

### Club
- Campionato ceco: 2

2005-06, 2006-07
- Coppa della Repubblica Ceca: 2

2005-06, 2007-08